# القتل في القانون التونسي
أورد المشرع التونسي جريمة القتل ضمن الكتاب الثاني «في جرائم مختلفة والعقوبات المستوجبة لها» من المجلة الجزائية وتحديدا في الجزء الثاني بعنوان «في الإعتداء على الناس»
و يمكن تعريف القتل ب«انه اعتداء شخص على حياة شخص آخر أدى إلى وفاته» أما اصطلاحا فله تعريفات مختلفة منها ما ذكره السيوطي أنه «فعل في محل يتعقبه زهوق روح المقتول به» وعرفه المناوي بقوله: «القتل: أصله إزالة الروح كالموت، لكن إذا اعتبر بفعل المتولي له، يقال قتل، وإذا اعتبر بفوات الحياة يقال موت» 
هناك صنفين من الجرائم تم التعرض لها في المجلة الجزائية التونسية وهما القتل العمد والقتل غير العمد. هناك أحكام عامة مشتركة بينهما وأخرى خاصة بكل صنف.

## الأحكام المشتركة
هنا يمكن طرح مسالة محل القتل والركن المادي للقتل بالنسبة لمخل القتل يجب أن يتعلق الأمر قبل كل شيء بإنسان حي لا جنين لم يولد بعد. إلا أن هناك من الفقهاء من يرى ان الجنين كائن حي واجهاضه هو ارتكاب لجريمة قتل وحتى المشرع نفسه له نفس الرأي حيث اشار في الفصل 214 من المجلة الجزائية إلى عقوبة السجن لمدة 5 سنوات وخطية قدرها عشر آلاف دينار لمن حاول أن يتولى إسقاط حمل ظاهر وعقوبة عامين للمراة التي اسقطت حملها.
الا انه سمح بإمكانية الإسقاط خلال الأشهر الثلاثة الأولى من الحمل لكن في ظروف صحية معينة ورخص بصفة استثنائية بعد المدة المدكورة ادا كانت الحالة الصحية للام خطيرة أو يتوقع ان يصاب الوليد بمرض.
ولا يعتد في جريمة القتل بلون أو جنس أو الحالة الصحية للمجنى عليه أو ختى رضا الأخير بقتله ونقصد هنا القتل بدافع الشفقة أو ما يعرف أيضا بالقتل الرحيم حتى وان اخدت به بعض التشاريع كبلجيكيا وهولاندا.